# Hernando Pizarro
Hernando Pizarro y de Vargas, född mellan 1478 och 1508, död 1578 eller 1608, var en spansk conquistador och en av bröderna Pizarro som styrde över Peru. Han dog slutligen i Spanien i mycket hög ålder, till skillnad mot sina bröder som alla led en våldsam död.
Hernando föddes i  Trujillo (Extremadura), i Spanien, och var son till kaptenen Gonzalo Pizarro y Rodríguez de Aguilar (senior) (1446-1522) – som hade tjänstgjort som överste i infanteriet i Italienska kriget under Gonzalo Fernández de Córdoba y Aguilar och med viss framgång i Navarra, – och Isabel de Vargas.

## Bröderna Pizarro
Som en av bröderna Pizarro var han släkt med Francisco, Juan och Gonzalo Pizarro. Han hade två systrar, Inés Pizarro y de Vargas, som gifte sig med Franciscos ende legitime son men inte efterlämnade några barn, och Isabel Pizarro y de Vargas, gift med Gonzalo de Tapia. Genom sin far, var han syssling till Hernán Cortés.

## Den Nya Världen
Till skillnad från sina andra bröder, var han född inom äktenskapet, och han utbildades och fick visst inflytande vid det spanska hovet. 1530 reste Hernando till Nya Världen med sin halvbror, Francisco Pizarro, och följde honom under hans erövringar i Peru. 1533 skickades Hernando tillbaka för att tillvarata Pizarros intressen gentemot Franciscos obehaglige partner, Diego de Almagro, eftersom Hernando hade de bästa förbindelserna vid det spanska hovet. När han återvände till Peru, styrde han med tillsammans med sina andra halvbröder (Juan och Gonzalo Pizarro) över Inkarikets åtråvärda huvudstad Cusco. Styrande med järnhand, hjälpte han så småningom till med att kväsa Inkaupproret som leddes av Manco Capac. Han gifte sig med Francisca Pizarro.